# Lewis Travis
Lewis Travis (Whiston, Inglaterra, Reino Unido, 16 de octubre de 1997) es un futbolista inglés. Juega de centrocampista y su equipo es el Blackburn Rovers F. C. de la EFL Championship.

## Trayectoria
Comenzó en el fútbol en las inferiores del Liverpool, en ese entonces jugaba como defensa. Tras ser liberado en 2014, entró al equipo juvenil del Blackburn Rovers; aquí fue donde comenzó a jugar como centrocampista. Firmó su primer contrato con el club a los 19 años. Renovó su contrato con el club en 2017.
Debutó por el primer equipo en agosto de 2017 ante el Stoke City sub-21 por el EFL Trophy. Esa temporada, el club ganó el ascenso a la EFL Championship.
En julio de 2022, tras la salida de Darragh Lenihan, fue nombrado capitán del equipo. Llegó a alcanzar los 200 encuentros ligueros antes de marcharse cedido en enero de 2024 al Ipswich Town F. C.

## Estadísticas
Actualizado al último partido disputado el 27 de abril de 2024.
| Club                                                                              | Div.          | Temporada     | Liga  | Liga  | Copas nacionales(1) | Copas nacionales(1) | Total | Total |
| Club                                                                              | Div.          | Temporada     | Part. | Goles | Part.               | Goles               | Part. | Goles |
| --------------------------------------------------------------------------------- | ------------- | ------------- | ----- | ----- | ------------------- | ------------------- | ----- | ----- |
| Blackburn Rovers F. C. Inglaterra                                                 | 3.ª           | 2017-18       | 5     | 0     | 5                   | 0                   | 10    | 0     |
| Blackburn Rovers F. C. Inglaterra                                                 | 2.ª           | 2018-19       | 26    | 1     | 5                   | 0                   | 31    | 1     |
| Blackburn Rovers F. C. Inglaterra                                                 | 2.ª           | 2019-20       | 43    | 2     | 1                   | 0                   | 44    | 2     |
| Blackburn Rovers F. C. Inglaterra                                                 | 2.ª           | 2020-21       | 19    | 0     | 3                   | 0                   | 22    | 0     |
| Blackburn Rovers F. C. Inglaterra                                                 | 2.ª           | 2021-22       | 45    | 1     | 2                   | 0                   | 47    | 1     |
| Blackburn Rovers F. C. Inglaterra                                                 | 2.ª           | 2022-23       | 42    | 2     | 6                   | 0                   | 48    | 2     |
| Blackburn Rovers F. C. Inglaterra                                                 | 2.ª           | 2023-24       | 20    | 0     | 2                   | 0                   | 22    | 0     |
| Blackburn Rovers F. C. Inglaterra                                                 | Total club    | Total club    | 200   | 6     | 24                  | 0                   | 224   | 6     |
| Ipswich Town F. C. Inglaterra                                                     | 2.ª           | 2023-24       | 9     | 0     | 0                   | 0                   | 9     | 0     |
| Ipswich Town F. C. Inglaterra                                                     | Total club    | Total club    | 9     | 0     | 0                   | 0                   | 9     | 0     |
| Total carrera                                                                     | Total carrera | Total carrera | 209   | 6     | 24                  | 0                   | 233   | 6     |
| (1) Incluye datos de la FA Cup, la Copa de la Liga de Inglaterra y el EFL Trophy. |               |               |       |       |                     |                     |       |       |